# Giuseppe Minardi
Giuseppe Minardi (Solarolo, Emília-Romanha, 18 de março de 1928-Faenza, 21 de janeiro de 2019) foi um ciclista italiano que foi profissional entre 1950 e 1958.

## Biografia
Chamado Pipazza, destacou nas clássicas do ciclismo italiano, nas quais demonstrou sua capacidade ao sprint. Como amador já ganhou o Troféu Matteotti em 1949. Em 1950 fez o salto ao profissionalismo no Giro de Lombardia, conseguindo a sua primeira vitória no ano seguinte, numa etapa do Giro d'Italia de 1951. As suas principais vitórias foram o Giro de Lombardia 1952 e seis etapas do Giro d'Italia, carreira que liderou durante 3 etapas na edição de 1954.

## Palmarés
| 1949 - Troféu Matteotti 1951 - Troféu Baracchi (com Fiorenzo Magni) - 1 etapa do Giro d'Italia 1952 - Giro de Lombardia - Três Vales Varesinos - Giro dei Campania - 1 etapa do Giro d'Italia - 2º no Campeonato da Itália em Estrada 1953 - 1 etapa da Roma-Nápoles-Roma - 1 etapa do Giro d'Italia | 1954 - Giro da Província de Reggio de Calabria - Giro de Romagna - 1 etapa do Giro d'Italia - 3º no Campeonato da Itália em Estrada 1955 - Troféu Matteotti - Giro do Piemonte - 1 etapa do Giro d'Italia - 2º no Campeonato da Itália em Estrada 1956 - Giro de Reggio Calabria - 1 etapa do Giro d'Italia |

## Resultados em Grandes Voltas
Durante a sua carreira desportiva tem conseguido os seguintes postos nas Grandes Voltas:
| Carreira           | 1949 | 1950 | 1951 | 1952 | 1953 | 1954 | 1955 | 1956 | 1957 | 1958 |
| ------------------ | ---- | ---- | ---- | ---- | ---- | ---- | ---- | ---- | ---- | ---- |
| Giro d'Italia      | -    | 55º  | 46º  | 18º  | Ab.  | Ab.  | 24º  | Ab.  | -    | -    |
| Tour de France     | -    | -    | -    | -    | Ab.  | -    | -    | -    | -    | -    |
| Volta a Espanha    | -    | -    | -    | -    | -    | -    | -    | -    | -    | -    |
| Mundial em Estrada | -    | -    | 8º   | 10º  | -    | -    | -    | -    | -    | -    |